# Groń (gromada)
Groń (do 29 VI 1960 Leśnica) – dawna gromada, czyli najmniejsza jednostka podziału terytorialnego Polskiej Rzeczypospolitej Ludowej w latach 1954–1972.
Gromady, z gromadzkimi radami narodowymi (GRN) jako organami władzy najniższego stopnia na wsi, funkcjonowały od reformy reorganizującej administrację wiejską przeprowadzonej jesienią 1954 do momentu ich zniesienia z dniem 1 stycznia 1973, tym samym wypierając organizację gminną w latach 1954–1972.
Gromadę Groń z siedzibą GRN w Groniu utworzono 30 czerwca 1960 roku w powiecie nowotarskim w woj. krakowskim w związku z przeniesieniem siedziby GRN gromady Leśnica z Leśnicy do Gronia i przemianowaniem jednostki na gromada Groń; równocześnie do gromady Groń przyłączono obszar zniesionej gromady Gronków.
W kwietniu 1969 dla gromady ustalono 21 członków gromadzkiej rady narodowej.
1 stycznia 1970 gromada składała się ze wsi: Gronków, Groń i Leśnica.
Gromada przetrwała do końca 1972 roku, czyli do kolejnej reformy gminnej.